# Rhythm and blues
Pour le R&B contemporain, voir RnB contemporain.
Sous-genres
RnB contemporain, smooth jazz, neo soul
Genres dérivés
Funk, soul, rock 'n' roll, pop, reggae, ska, disco, beat, rock psychédélique, garage rock, pub rock, mod revival
Le rhythm and blues, ou rhythm 'n' blues, abrégé en R&B (ou R'n'B ou RnB, pour la même prononciation), est un genre de musique populaire afro-américaine ayant émergé dans les années 1940. Le terme est originellement utilisé par les compagnies de disque pour décrire des albums ciblant uniquement la communauté afro-américaine urbaine, à une époque durant laquelle « un rythme insistant inspiré du jazz » commençait à se populariser. Le genre mêle des éléments sonores en provenance du blues et du jazz.
Au fil de son existence, plusieurs significations sont attribuées au terme. Au début des années 1950, il s'appliquait souvent aux chansons de blues. Au milieu des années 1950, après que ce style de musique a contribué au rock 'n' roll, le terme R&B commence à décrire des styles dérivés ou incorporant du blues électrique, du gospel et de la soul. Dans les années 1970, il est utilisé comme synonyme de funk. Dans les années 1980, un nouveau style de R&B plus développé, connu sous le nom de « RnB contemporain », émerge. Il mêle des éléments de rhythm and blues, de soul, de funk, de pop, de hip-hop et de dance.
Les chanteurs de R&B les plus populaires à partir des années 1960 sont Aretha Franklin, James Brown, Stevie Wonder, Michael Jackson, Whitney Houston,, R. Kelly ou encore Mariah Carey,,.

## Caractéristiques et étymologie
En 1949, Jerry Wexler du magazine Billboard utilise le terme de « rhythm and blues » en guise de terme musical aux États-Unis. Il remplace le terme de « race music » (musique raciale), qui venait à l'origine de la communauté noire, et était considéré comme péjoratif pendant la période d'après-guerre,. Le terme « rhythm and blues » est utilisé par Billboard dans son classement Hot R&B/Hip-Hop Songs de juin 1949 à août 1969, jusqu'à ce que le classement Hot Rhythm & Blues Singles ne soit renommé Best Selling Soul Singles. Avant que le nom de « rhythm and blues » ne soit clarifié dans sa définition, de nombreuses compagnies de disque avaient déjà remplacé le terme de race music en sepia series.
Le producteur Robert Palmer définit le rhythm and blues comme un « terme entrainant qui désigne tout type de musique composée par ou pour les afro-américains ». Il utilise le terme de « R&B » tel un synonyme du jump blues. Cependant, AllMusic le sépare du jump blues.

## Histoire

### Origines

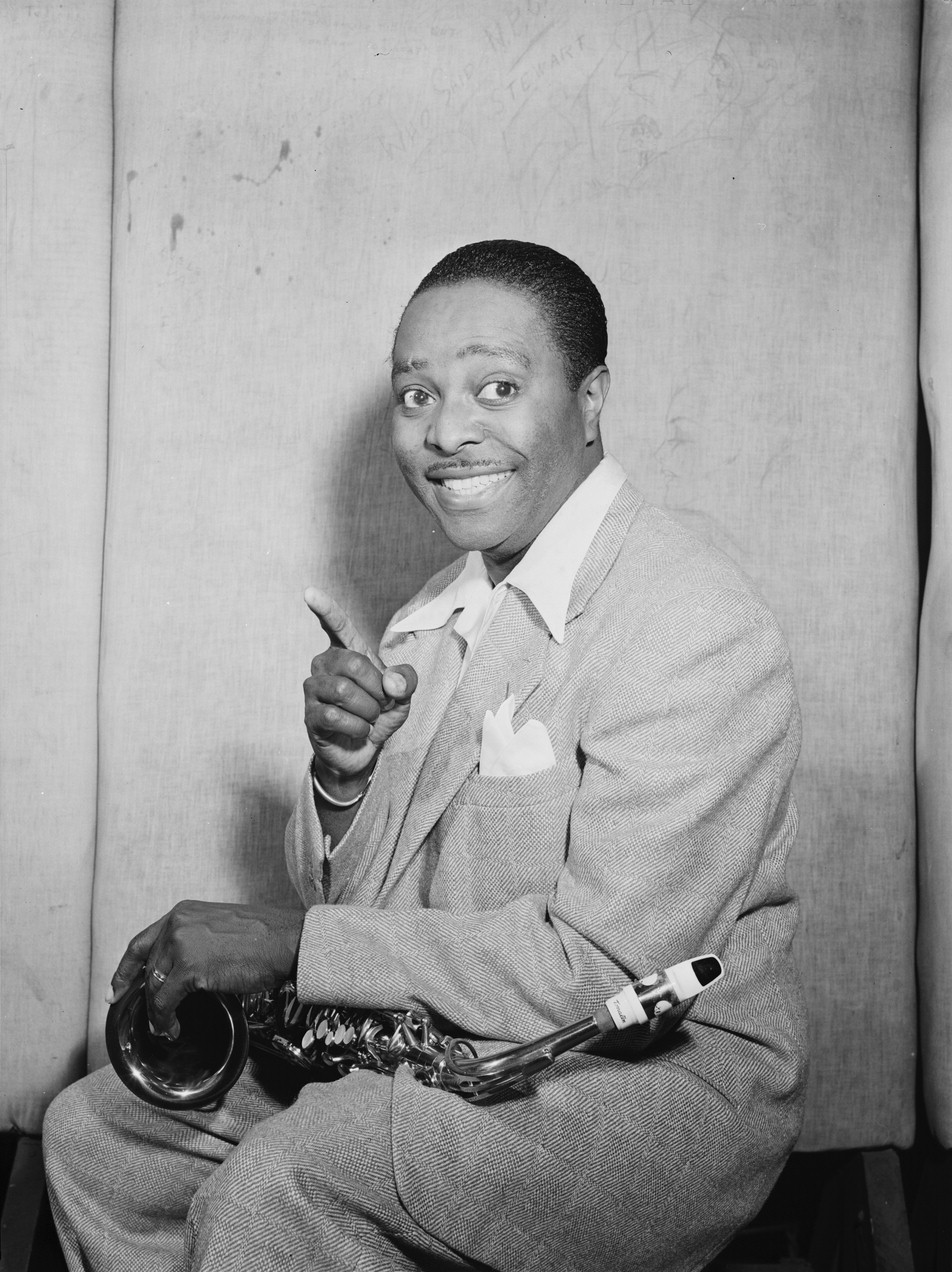
Louis Jordan, New York, NY, juillet 1946.

La migration des Noirs-Américains dans des villes telles que Chicago, Détroit, New York, et Los Angeles pendant les années 1920 et 1930 lance un nouveau marché dans les domaines du jazz, du blues, et autres genres musicaux liés, souvent joués par des musiciens à plein temps, seuls ou en groupe. Les origines du rhythm and blues sont retracées dans le jazz et le blues, populaires à cette période et joués par des musiciens comme Harlem Hamfats, Lonnie Johnson, Leroy Carr, Cab Calloway, Count Basie, et T-Bone Walker. La guitare électrique est également utilisée comme instrument principal, accompagné de morceaux de piano et de saxophone.

### Fin des années 1940
En 1948, RCA Victor distribue de la musique sous le nom de « Blues and Rhythm ». La même année, Louis Jordan domine le top 5 des classements Hot R&B/Hip-Hop Songs avec trois chansons, dont deux inspirées du rythme du boogie-woogie populaire dans les années 1940. Le groupe de Jordan, Tympany Five (formé en 1938), se compose de lui au saxophone et au chant, accompagné d'autres musiciens à la trompette, au saxophone, au piano, à la basse et à la batterie. Robert Palmer le décrit comme « un rythme insistant inspiré du jazz ». La musique de Jordan, avec celle de Big Joe Turner, Roy Brown, Billy Wright, et Wynonie Harris, est désormais considérée comme du jump blues. Paul Gayten, Roy Brown, entre autres, avait déjà composé des chansons du style rhythm and blues ayant atteint les classements. En 1948, la reprise de Wynonie Harris (Good Rockin' Tonight de Brown en 1947) atteint la deuxième place des classements, après Long Gone de Sonny Thompson à la première place,.
En 1949, le terme de « Rhythm and Blues » remplace la catégorie Harlem Hit Parade du magazine Billboard. Également la même année, The Huckle-Buck, enregistré par le chef de groupe et saxophoniste Paul Williams, est classé à la première place du R&B, et y reste pendant toute l'année. Écrite par le musicien Andy Gibson, la chanson est qualifiée de « dirty boogie » parce qu'elle est osée et lascive. Les paroles de Roy Alfred (plus tard auteur du hit (The) Rock and Roll Waltz en 1955), sont à caractère sexuel,. En 1949, une nouvelle version de la chanson blues des années 1920, Ain't Nobody's Business est un quatrième succès de Jimmy Witherspoon, et Louis Jordan et la Tympany Five atteignent une nouvelle fois les classements avec la chanson Saturday Night Fish Fry. La plupart de ces chansons sont publiées par de nouveaux labels indépendants comme Savoy (fondé en 1942), King (fondé en 1943), Imperial (fondé en 1945), Specialty (fondé en 1946), Chess (fondé en 1947), et Atlantic (fondé en 1948).

### Début et milieu des années 1950

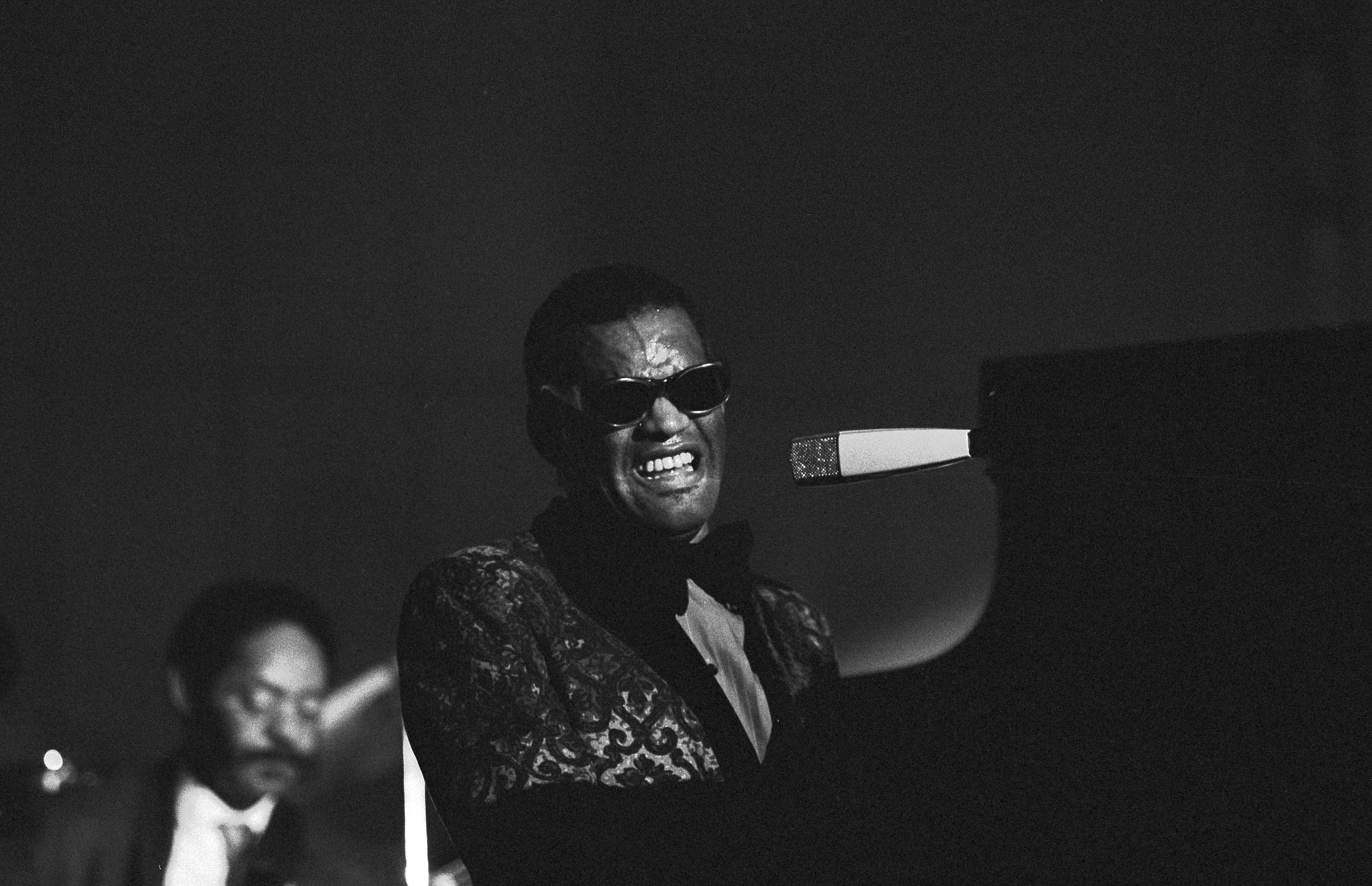
Ray Charles en 1971.

Johnny Otis, signé avec le label Savoy Records, basé à Newark dans le New Jersey, est l'auteur de plusieurs hits de R&B en 1951, incluant : Double Crossing Blues, Mistrustin' Blues et Cupid's Boogie, tous classés à la première place. Otis totalise dix chansons au Top-10 cette année. D'autres hits incluent Gee Baby, Mambo Boogie et All Nite Long. The Clovers, un trio vocal qui chante un mélange de blues et de gospel, est classé à la cinquième place avec sa chanson Don't You Know I Love You publié par Atlantic Records,,. Aussi en juillet 1951, le DJ originaire de Cleveland Alan Freed se lance dans une émission de radio intitulée The Moondog Rock Roll House Party sur WJW.
En 1951, Little Richard Penniman commence à enregistrer chez RCA Records dans le style jump blues de Roy Brown et Billy Wright à la fin des années 1940. Cependant, ce n'est pas avant la publication d'une démo en 1954, qui attirera l'attention de Specialty Records, que le public connaîtra sa musique rhythm and blues funky et uptempo qui l'aidera à catapulter sa popularité en 1955 et aidera à définir le son du rock 'n' roll. Une succession rapide de hits rhythm and blues, à commencer par Tutti Frutti et Long Tall Sally, inspireront des musiciens comme James Brown, Elvis Presley et Otis Redding.
Ruth Brown du label Atlantic, place plusieurs chansons dans le top 5 chaque année entre 1951 et 1954 : Teardrops from My Eyes, Five, Ten, Fifteen Hours, (Mama) He Treats Your Daughter Mean et What a Dream. Shake a Hand de Faye Adams atteint la seconde place en 1952. En 1953, le public adepte de R&B fait de la chanson Hound Dog de Leiber and Stoller troisième des classements la même année. Ruth Brown est très populaire parmi les fans féminines de R&B,. La même année The Orioles, un groupe doo-wop, atteint la quatrième place des classements avec la chanson Crying in the Chapel.
Fats Domino atteint le Top-30 des classements pop en 1952 et 1953, puis le Top-10 avec Ain't That a Shame,. Ray Charles se popularise à l'échelle nationale en 1955 avec I Got a Woman. En 1954, Sh-Boom des Chords devient le premier hit à atteindre le classement R&B et le top 10 plus tôt dans l'année. À la fin de l'année, et en 1955, Hearts of Stone des Charms atteint le Top-20.

### Depuis les années 1960

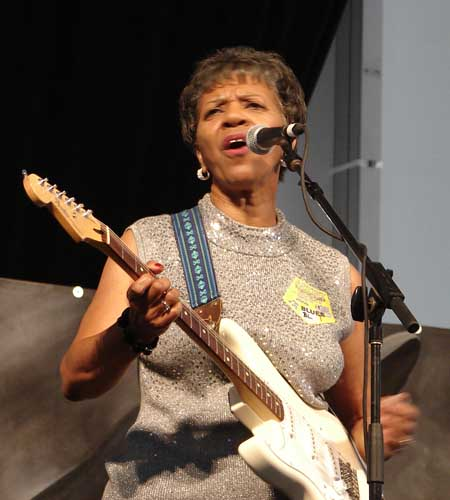
Barbara Lynn au New Orleans Jazz & Heritage Festival en 2008.

Chain Gang de Sam Cooke est une chanson significative du R&B en 1960, idem pour la chanson The Twist de Chubby Checker,. Au début des années 1960, la catégorie musicale auparavant connue sous le nom de rhythm and blues est renommée soul, et une musique similaire jouée par des musiciens blancs est appelée blue eyed soul (en),. Motown Records publie son premier single rentable en 1960 : Shop Around des Miracles, et en 1961, Stax Records fait paraître son premier hit Gee Whiz! (Look at His Eyes) de Carla Thomas,.